# 삽입음
삽입음(揷入音, epenthesis)은 외래어의 발음을 쉽게 하기 위해 자음군 사이에 모음을 삽입하는 것을 말한다.

## 같이 보기
- 동화 (언어학)
- 구개음화
- 연음
- 모음 조화